# 元宝山镇
元宝山镇，是中华人民共和国内蒙古自治区赤峰市元宝山区下辖的一个乡镇级行政单位。

## 行政区划
元宝山镇下辖以下地区：
建昌营村、南荒村、南庙村、长胜村、四合村、木头沟村、玉皇村、王家店村、刘家店村、八家村、马架子村、哈拉卜吐村、新地村、松木头沟村、塔卜勿苏村和四道井子村。